# ماساتوشی ماتسودا
ماساتوشی ماتسودا (انگلیسی: Masatoshi Matsuda؛ زادهٔ ۴ سپتامبر ۱۹۸۰) بازیکن فوتبال اهل ژاپن است.
از باشگاه‌هایی که در آن بازی کرده‌است می‌توان به باشگاه فوتبال یوکوهاما، باشگاه فوتبال توکیو، و باشگاه ورزشی توچیگی اشاره کرد.